# Marrons
Marrons zijn gevluchte Afrikaanse slaven die in stamverband in de ontoegankelijke oerwouden of binnenlanden gingen leven en hun afstammelingen. Marrons, weggelopen slaven, leefden in het Caraïbisch gebied, Midden-Amerika, Zuid-Amerika en Noord-Amerika en op eilanden in de Indische Oceaan zoals Réunion. Marronvolken werden aangetroffen van het Amazonebekken tot in de Amerikaanse staten Florida en North Carolina. In Suriname en Frans-Guyana, zijn grote marron-gemeenschappen te vinden.
Overvallen door groepen marrons op plantages kwamen vanaf de jaren 1520 voor. De nederzettingen van de marrons stonden onder andere bekend als cumbes, palenques, quilombos, mocambos, ladeiras, of mambises.

## Terminologie
Marron, de Engelse benaming Maroon of het Haïtiaanse Mawon zijn afgeleid van het Spaanse cimarrón ('wilde, vluchteling', letterlijk 'levend op bergtoppen', van het Spaanse woord cima, 'top'). De Spaanse term werd oorspronkelijk gebruikt voor verwilderde tamme dieren. De term bosneger wordt sinds de jaren zestig minder gebruikt. Boslandcreool wordt meer gebruikt, maar geleidelijk vervangen door de neutraler geachte benaming 'marron'.

## Marrons in Zuid-Amerika

### Suriname
Marrons van Suriname zijn afstammelingen van Afrikanen die door slavenhalers onder dwang naar Suriname zijn gebracht. Daar bevrijdden zij zichzelf uit de slavernij en vestigden zich in het oerwoud. Langs de rivieren bouwden ze een nieuw leven op met een eigen marroncultuur. Ook voerden zij guerrilla-oorlogen met de blanke kolonisten en planters, deels om benodigde goederen en wapens te verkrijgen, deels om lotgenoten te bevrijden.
Vanaf 1760 werden met verschillende groepen vredesverdragen gesloten, waardoor de marrons ook juridische vrijheid verkregen en autonomie verwierven in het binnenland. Het eerste vredesverdrag in Suriname werd op 10 oktober 1760 gesloten met de Aukaners; deze datum en het bijbehorende verdrag is tot op heden van belang vanwege de territoriale rechten die de marrons hieraan ontlenen. Andere groepen vluchtten na zware strijd naar het westen of over de Marowijne naar Frans-Guyana, waar ze voor de Nederlanders onbereikbaar waren. Sindsdien hebben deze groepen zich vrij kunnen ontwikkelen.
In andere delen van de Caraïben (inclusief Brazilië en het zuiden van de Verenigde Staten) zijn de marrons meer opgegaan in de westerse cultuur.
In 1974 is 10 oktober in Suriname uitgeroepen tot Dag van de Marrons; het is sindsdien een nationale feestdag.

### Brazilië
Marronnederzettingen werden ook wel palenque of quilombo genoemd. Een van de bekendste quilombos was een Braziliaans koninkrijk genaamd Palmares, dat rond 1630 in het binnenland van de noordoostelijke staat Alagoas gesticht werd door een groep van zo'n 40 ontsnapte mannen en vrouwen, van origine Bantu's uit het Kongogebied en Angola. Het ging hen niet alleen om ontsnapping of wraak, maar ook om het stichten van gebieden waar Afrikanen politieke macht hadden en zich konden verdedigen tegen hun vijanden. Afrikaanse religies zoals Obeah en Vodun waren er belangrijk als organisatiemiddel. Op zijn hoogtepunt had Palmares een inwonertal van meer dan 30.000 vrije mannen, vrouwen en kinderen en werd het geregeerd door een koning genaamd Zumbi (1655-1695). Palmares werd uiteindelijk in 1694 vernietigd door een aanval van het Portugese leger. Het heeft circa 65 jaar als een onafhankelijke staat bestaan, van 1630 tot 1695 toen de laatste leider Zumbi gevangen werd genomen waarna hij op 20 november werd geëxecuteerd. In heel Brazilië waren er vele andere kleine quilombos (kleine groepen verborgen in de bossen werden mocambos genoemd), waar Afrikanen onderdak vonden en in vrijheid volgens hun eigen cultuur leefden.

### Colombia
De palenqueros in Colombia ontsnapten van Spaanse plantages in het begin van de 17de eeuw. Aanvoerders waren Domingo Benkos Biohó en Bayano. Bayano en zijn marrons maakten het de Spanjaarden zo lastig dat deze besloten te onderhandelen. Overeengekomen werd dat de marrons het recht kregen om zich als vrije mensen te vestigen en dat zij weggelopen slaven die zich bij hen probeerden aan te sluiten zouden terugsturen naar hun eigenaars. Verdragen werden gesloten in 1713 en 1717. De nakomelingen van deze marrons spreken Palenquero en Spaans.

### Venezuela
In 1552 kwamen 250 slaven uit de mijnen van Buria bij Nuevo Segovia, 200 km ten westen van Caracas, in opstand. Deze opstand werd geleid door El Negro Miguel, die koning werd van de gemeenschap. In de decennia en eeuwen die daarop volgden ontvluchtten duizenden slaven de huizen en plantages van hun overheersers en creëerden zij tientallen vrije gemeenschappen die in Venezuela bekendstonden als cumbes.

## Marrons in Midden-Amerika
De Garifuna zijn een marron-volk langs de Atlantische kust van Midden-Amerika.

### Panama
In 1570 nam het aantal marrons in Villano, bij Nombre de Dios in het noorden van Panama, toe tot meer dan 2.000. Zij ondernamen samen met Sir Francis Drake geslaagde overvallen op de Spaanse muilezel-transporten die zeer rijk beladen waren met zilver.

### Mexico
Al in 1523 waren er berichten over marrons in de streek Oaxaca in Nieuw-Spanje (het latere Mexico), waar zij aan de slavernij waren ontsnapt. In enkele gevallen slaagden marrons erin militaire aanvallen te weerstaan en succesvol te onderhandelen met de koloniale machthebbers; zij verkregen hun vrijheid en de erkenning van hun woonplaatsen.
Het bekendste voorbeeld is San Lorenzo de los Negros dat hernoemd werd tot San Lorenzo Cerralvo en dat sinds 1932 Yanga heet. In 1570 leidde een Afrikaan genaamd Gaspar Yanga (ook bekend als Yanga, Naga of Nanga) een slavenopstand in het gebied van Córdoba en Orizaba in centraal Veracruz. Na mislukte pogingen om hem te verslaan, besloten de Spaanse autoriteiten in 1608 tot onderhandelingen. De gemeenschap werd enkele malen verplaatst, en werd in 1655 gevestigd op de huidige locatie. In 1932 werd de plaats hernoemd ter ere van Yanga.

### Jamaica
Toen de Britten in 1655 de Spanjaarden van Jamaica verdreven, lieten de Spanjaarden hun slaven, voorzien van wapens, achter in het binnenland. De afstammelingen van deze slaven, de Maroons wonen nog steeds in het slecht toegankelijke, bergachtige binnenland.
Met de sterke groei van het aantal suikerrietplantages nam ook de kracht en de frequentie van de marron-activiteiten toe. Er was een grote instroom van slaven uit vooral de gebieden van de Goud- en Ivoorkust (nu Ghana en Ivoorkust. Deze nieuwkomers waren grotendeels Akan sprekende groepen, zoals de Fante en de Ashanti en Coramantee. Door hun gemeenschappelijke taal konden ze communicatielijnen onderhouden en allianties vormen. Een marronrebel was Grandy Nanny (ook: Granny Nanny). Zij is de enige vrouw op de lijst van Jamaicaanse nationale helden. Nanny was leider van de Jamaicaanse marrons in de 18de eeuw. De Jamaicanen maakten haar onsterfelijk in liederen en legenden. Ze speelde vooral een belangrijke rol in de Eerste Onafhankelijkheidsoorlog (First Maroon War, 1720-1739). Grandy Nanny stond bekend om haar leiderschapskwaliteiten. Zij wist de Britten te verwarren door guerrilla-tactieken. De Maroon nederzetting Nanny Town is naar haar genoemd en haar beeltenis staat op het $500-biljet van de Bank of Jamaica.
Nadat de marrons uit Trelawny Town de Second Maroon War (1795-1796) hadden verloren van de Britten, werden ze verbannen naar Nova Scotia (Canada), van waaruit ze in 1800 zijn gerepatrieerd naar Freetown in het huidige Sierra Leone, West-Afrika. Daar zijn zij opgegaan in de Creoolse bevolkingsgroep die tegenwoordig bekendstaat als de Krio gemeenschap.
Marrons op Jamaica hebben een eigen cultuur en genieten een zekere mate van autonomie. Het grootste dorp, Accompong, in Cockpit Country heeft nog ongeveer 500 zielen. Veel voorzieningen die in veel dorpen op Jamaica aanwezig zijn kent Accompong niet. De Jamaicaanse politie laat zich er niet zien omdat de Maroons hun zaken zelf oplossen. Ook het vaste telefoonnet bereikt het dorp niet, maar stromend water en elektriciteit zijn op veel plaatsen aanwezig. Veel Maroons zien zich genoodzaakt om buiten de eigen gemeenschap werk te zoeken. Op het eiland Jamaica wonen circa 5.000 Maroons en in landen als Canada, de Verenigde Staten en het Verenigd Koninkrijk leven ongeveer 10.000 mensen van Jamaicaanse Maroon-afkomst.
De Jamaicaanse overheid wil het toerisme bevorderen. Er zijn logiesmogelijkheden en er worden rondleidingen door het dorp aangeboden aan bezoekers. Elk jaar op 6 januari wordt een groot festival gehouden om het vredesverdrag te herdenken, dat werd ondertekend met de Britten na de Onafhankelijkheidsoorlog.
De erfenis van de marrons van Moore Town staat sinds 2003 vermeld op de Lijst van Meesterwerken van het Orale en Immateriële Erfgoed van de Mensheid.

### Haïti
In de Spaanse kolonie Hispaniola (het eiland dat later verdeeld is in Haïti en de Dominicaanse Republiek) speelden de marrons een belangrijke rol in de Haïtiaanse Revolutie. Op Haïti worden de Marrons Mawon genoemd.

## Marrons in Noord-Amerika
De Black Seminoles, marrons die ontsnapten vanuit South Carolina en Georgia naar de wildernis van Florida aan het eind van de 17e eeuw en zich daar verenigden met de Seminole Indianen, waren verreweg de grootste en meest succesvolle marrongemeenschap in Noord-Amerika.
Van 1835-1838 leidden zij de grootste slavenopstand in de geschiedenis van de Verenigde Staten. In 1836, ontvluchtten honderden slaven de plantages om zich te voegen bij de opstandelingen in de Second Seminole War (1835-1842). Op het hoogtepunt van de opstand vochten 385 tot 465 plantageslaven en 500 tot 800 Black Seminole marrons samen met Indiaanse Seminole bondgenoten. Zij slaagden erin meer dan 21 suikerplantages te vernietigen in centraal Florida, in die tijd een van de meest ontwikkelde landbouwgebieden in Noord-Amerika. Een belangrijk aanvoerder was John Horse.
De afstammelingen van de Black Seminoles leven nog steeds in Oklahoma en Texas, op de Bahama's en in het noorden van Mexico. In de 19de eeuw werden de Black Seminoles in Florida Seminole Negroes genoemd door hun blanke Amerikaanse vijanden en "Estelusti" oftewel "Zwarte Mensen" door hun Indiaanse bondgenoten. Hedendaagse Black Seminoles staan bekend als "Seminole Freedmen" in Oklahoma, "Seminole Scouts" in Texas, "Black Indians" in de Bahama's en als "Mascogos" in Mexico.
Ook andere indiaanse volken in Noord-Amerika zoals de Cherokee hadden hun "Freedman".

## Marrons op eilanden in de Indische Oceaan

### Réunion
Al bij de eerste kolonisatie door de Fransen ontsnapten er slaven naar het binnenland van het eiland. In 1663 ontsnapten een tiental slaven uit Madagaskar toen Louis Payen zich op het eiland vestigde. Vanaf 1710 werd er koffie geteeld op het eiland en nam de slavenbevolking sterk toe. Dit nam later nog toe met de suikerrietteelt. In 1713 telde het eiland 1000 inwoners waarvan 500 slaven. In 1789 waren er 61.300 inwoners waarvan 50.000 slaven. Deze slaven kwamen uit Madagaskar of Afrika. In het begin bleven de ontsnappingen beperkt want het leven in de bergen was zwaar en regelmatig keerden gevluchte slaven uit eigen wil terug, ondanks de zware straffen die hen te wachten stonden. De marrons stichtten nederzettingen in de bergen waar ze nieuwe vluchtelingen opvingen. Deze nederzettingen waren moeilijk toegankelijk en bevonden zich voornamelijk in de drie grote caldeira's van het eiland, Cirque de Cilaos, Cirque de Salazie en Cirque de Mafate. In 1721 zouden er al 2000 marrons in de bergen geleefd hebben. Aanvankelijk werden de gevluchte slaven niet actief opgespoord. Maar tegen het midden van de 18e eeuw werden de grote groepen marrons problematisch. Marrons deden soms strooptochten naar de kust. Bovendien steeg de prijs van slaven. Daarom werden militaire expedities naar het binnenland georganiseerd en ontstond het beroep van chasseur de marrons, premiejagers. In 1848 werd de slavernij in Réunion afgeschaft.